# Фотолюминофоры
Фотолюминофо́ры — группа люминофоров, которые люминесцируют под воздействием света. Сохраняют накопленную световую энергию и отдают её как непосредственно в момент возбуждения, так и в виде послесвечения какой-либо продолжительности после прекращения возбуждения в видимом, ультрафиолетовом и/или инфракрасном спектре. К этому классу люминофоров относится очень широкий список соединений. Различают как природные фотолюминофоры, так и искусственно синтезированные.
К природным фотолюминофорам относят категорию минералов, которые во время своего образования могли претерпеть особые изменения, связанные с температурным режимом, наличием определённого состава примесей, давления, минералы, обладающие флуоресценцией (свечением, заметным в темноте), к примеру, такие как вюрцит — ZnS, некоторые смесевые разновидности барита и кальцита. Эта категория минералов является очень редкой и ценной.

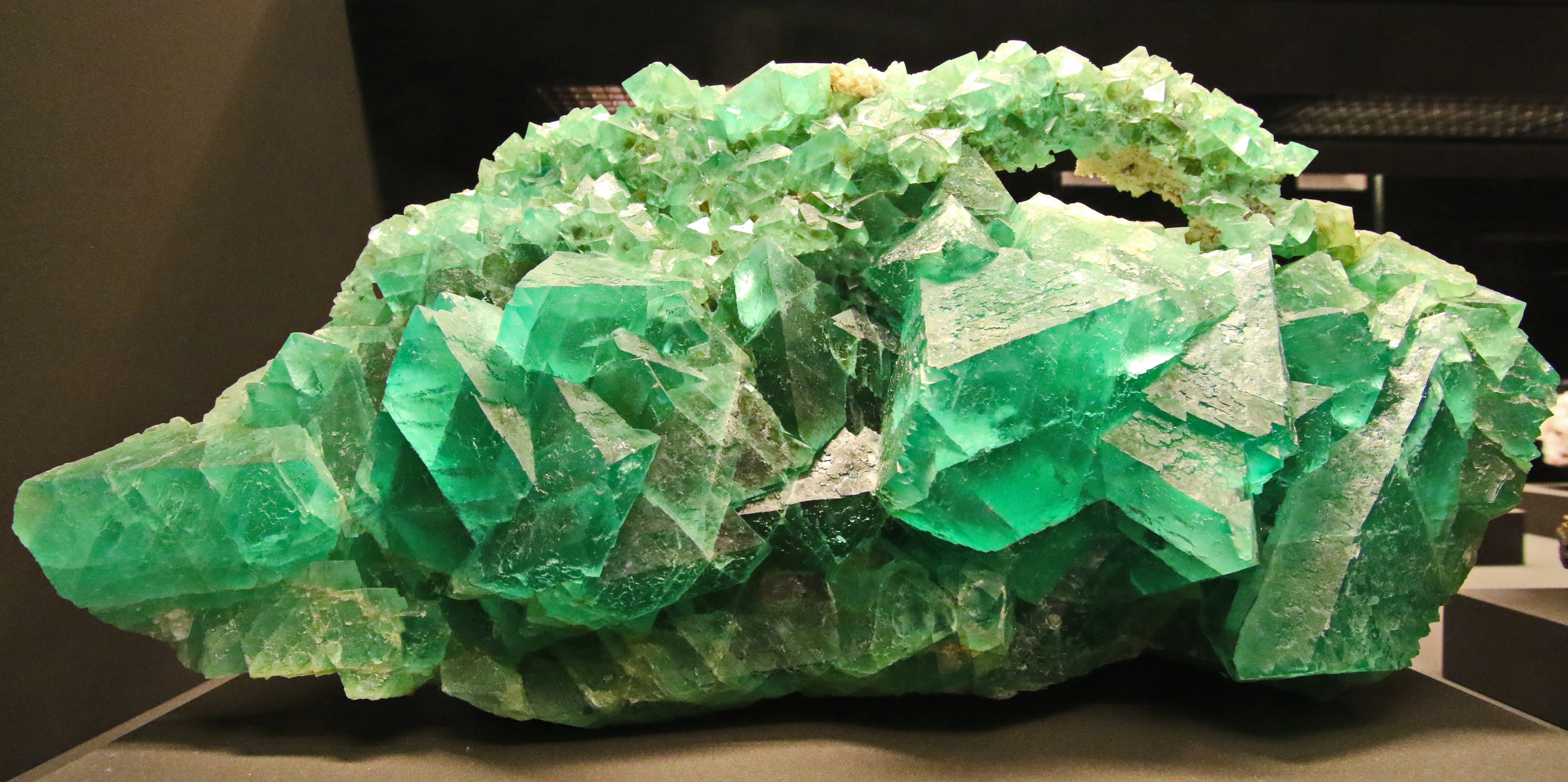
Флюорит

К искусственным фотолюминофорам относят синтезированные соединения, обладающие улучшенными характеристиками послесвечения и свойствами, намного превосходящими природные минералы. К ним относятся сульфиды и селениды элементов второй группы таблицы Менделеева, в частности селенид магния MgSe, кальция CaSe, стронция SrSe, бария BaSe, цинка ZnSe. К фотолюминофорам относят также нитриды бора и некоторые окисные соединения металлов второй группы. К искусственным фотолюминофорам так же относят и сравнительно недавно синтезированные составы. Эти соединения являются формульными и структурными аналогами природного минерала шпинели — MgAl2O4.

## Основные сведения
В подавляющем большинстве, фотолюминофоры — это искусственно синтезированные многокомпонентные смеси неорганических соединений. Смесь состоит из: 
- Основы - хлоридов, сульфатов, боратов, фторидов или фосфатов щелочно-земельных металлов[1]
- Металла-активатора
- Плавней (флюса).

По основному компоненту условно можно выделить несколько групп:
- Сульфиды. В первую группу входят сульфид цинка, а также смесь сульфидов цинка и кадмия в разной стехиометрии, активированные медью, свинцом, марганцем, висмутом. В группу входят также сульфиды кальция, магния, стронция и бария, с активаторами висмута,  меди, цинка, сурьмы, свинца, марганца, серебра, олова, и РЗЭ — самария и церия, которые готовятся из сульфидов [метод 1] или  карбонатов с добавкой серы[метод 2], восстановителей и плавней. В большинстве своём обладают длительной и интенсивной флуоресценцией, термолюминесценцией, и некоторые триболюминесценцией.
- Селениды. Сюда относятся селениды цинка, кадмия, кальция, стронция и бария, активированные медью, цинком, сурьмой, свинцом, висмутом, серебром. Все готовятся из готовых селенидов или исходных соединений с добавкой плавней. Обладают сравнительно интенсивной флуоресценцией и термолюминесценцией. Пример фотолюминофор

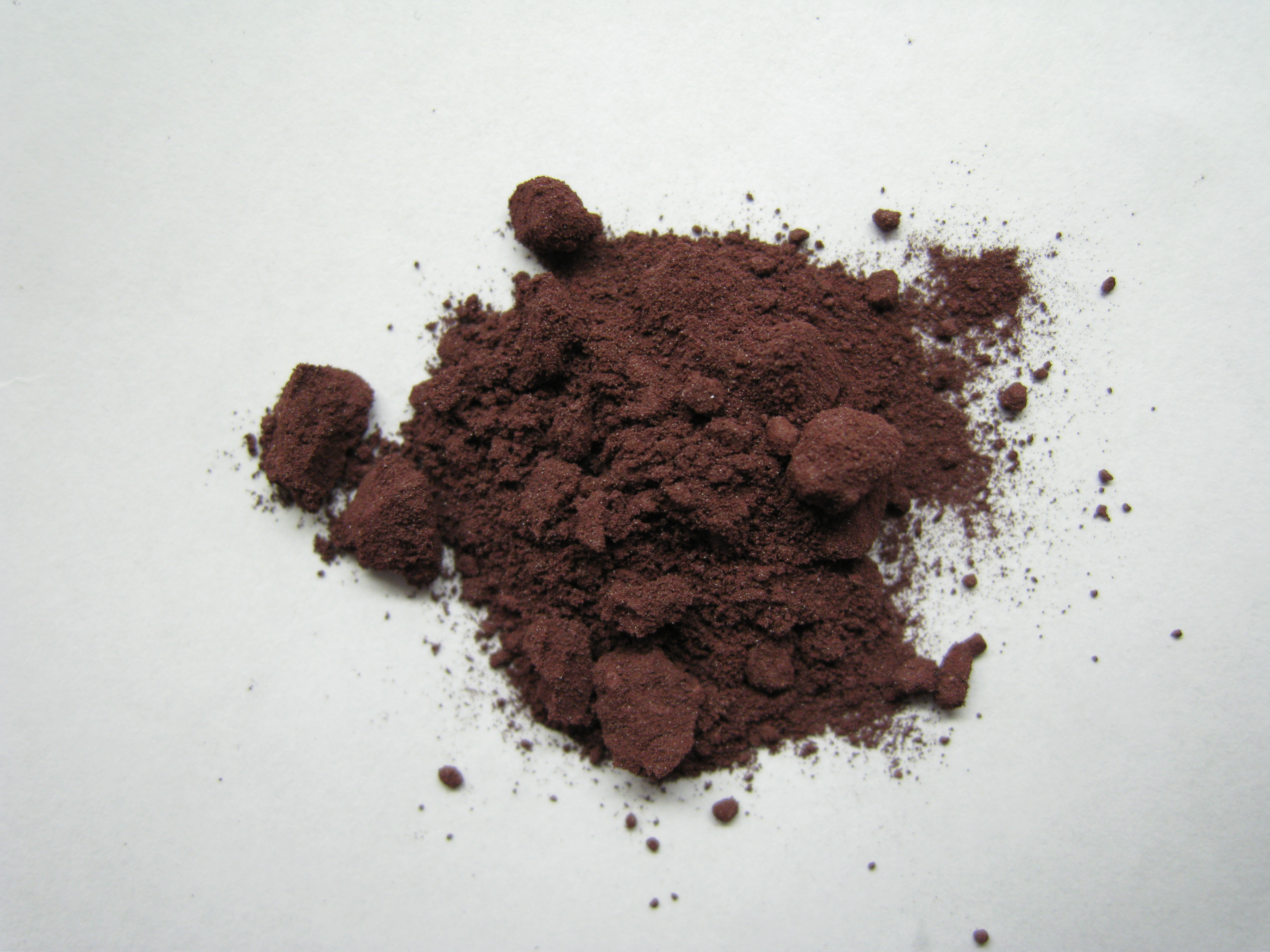
Пример фотолюминофор

- Сульфиды-селениды. Группа включает в себя смеси соединений первой и второй группы.
- Окисные фотолюминофоры. Это оксиды магния, кальция, стронция и карбоната бария, прокаленные с плавнями и активаторами из второй группы. Готовятся без добавления серы[метод 3]. Обладают хорошей люминесценцией, также флуоресценцией и сильной термолюминесценцией.
- Неорганические бораты. Бораты цинка и кадмия разной стехиометрии с марганцевым активатором. Имеют хорошую флюоресценцию оранжево-красных тонов.
- Прочие кристаллофосфоры, в частности нитриды бора и их смеси.

Все группы фотолюминофоров различаются не только по химическому составу, но и по физическим свойствам, присущим разным составам, а также способами синтеза, обработки и применения таких составов на практике.
При возбуждении люминофора светом энергия может быть поглощена как на уровне активатора, так и на уровне основного вещества (матрицы). 
Поглощение световой энергии на уровне активатора сопровождается переходом электрона с основного уровня активатора на возбуждённый, а излучение света происходит при обратном перемещении электрона. Возникает явление флуоресценции. Электроны, вырванные возбуждающим светом, могут перейти в зону проводимости и локализоваться на ловушках. Освободиться из ловушек электроны могут лишь в том случае, если им сообщить необходимое количество энергии. При этом электроны либо переходят в зону активатора и рекомбинируют с центрами свечения, либо будут повторно захвачены ловушками. В этом случае возникает явление фосфоресценции (длительное свечение).
При поглощении света на уровне основного вещества электроны переходят в зону проводимости из валентной зоны. В валентной зоне образуются дырки, которые переходят и могут локализоваться в зоне активатора. Помимо образования электронно-дырочных пар, в решётке могут образоваться экситоны (квазичастицы, представляющие собой электронное возбуждение в кристалле), которые способны ионизировать центры свечения. Возникает явление люминесценции.

## Применение

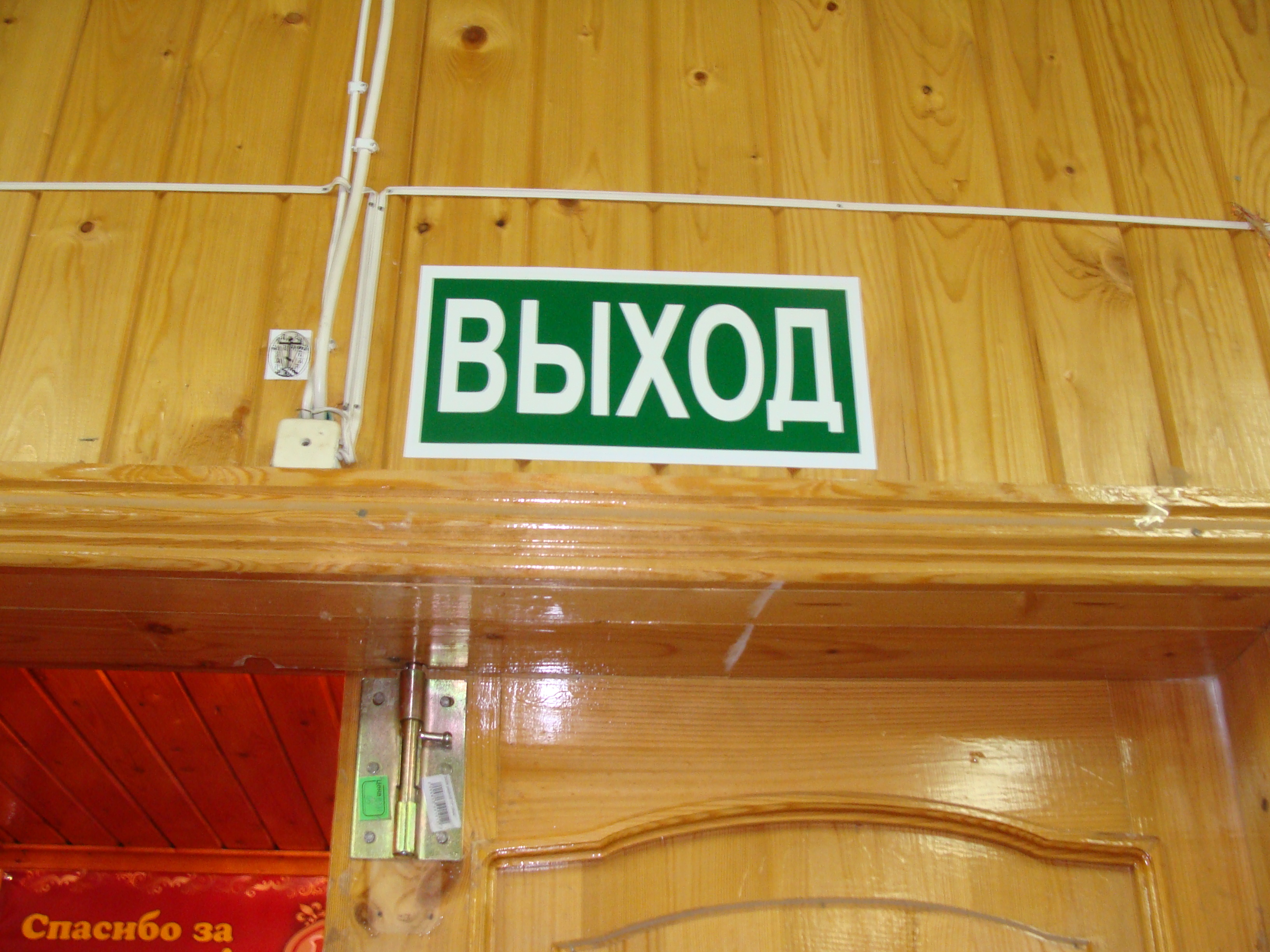
Эвакуационный знак с люминофорным покрытием

Сфера применения фотолюминофоров достаточно обширна. Узкополосные люминофоры, активированные редкоземельными элементами, используются при создании люминесцентных ламп. Также, фотолюминофор используется во всех белых светодиодах. Перспективность применения этих люминофоров обусловлена возможностью одновременного повышения световой отдачи и индекса цветопередачи люминесцентных ламп. Это помогает добиться существенной экономии расходов на освещение.
Фотолюминофоры нашли применение в эвакуационных системах, поскольку в отличие от электрических эвакуационных систем не потребляют энергию, не требуют затрат на эксплуатацию и позволяют реализовать протяжённую разметку в труднодоступных местах.
Для оптимизации поисковых работ предлагается использовать альтернативные источники световой энергии – люминофоры длительного послесвечения (ЛДП). Люминофоры можно наносить на одежду в виде вставок. Также люминофоры можно использовать для маркировки пострадавших.
ЛДП используются в изделиях в двух основных типах:
1. Лакокрасочный вариант характеризуется высокой яркостью свечения, экономичным расходом люминофора, высокой долговечностью, устойчивостью к внешним  воздействиям. Наносится на изделие поверх отражающего слоя (белый грунт) и покрывается сверху защитным слоем. К недостаткам относится низкая гидролитическая устойчивость, особенно при воздействии солнечного облучения.
2. Монолитный вариант представляет собой изделие из материала с малым оптическим поглощением.

Алюминат стронция в виде тонкослойного источника света используется в эвакуационных знаках и знаках пожарной безопасности